# Варсонофий (Хайбулин)
Игу́мен Варсоно́фий (в миру Бори́с Хайда́рович Хайбу́лин; 20 февраля 1937 года, Москва, РСФСР — 7 февраля 2015 года, Цикуль, Владимирская область) — священнослужитель Русской православной церкви, игумен, клирик Владимирской епархии, диссидент, политзаключённый, один из основателей правозащитной организации «Христианский комитет защиты прав верующих» (1976, СССР).
В 2000-е годы преимущественно занимался душепопечением, являясь духовником нескольких тысяч верующих России и Зарубежья. Его богословские статьи, заочные дискуссии в основном посвящены темам хилиазма (милленаризма), последнему времени и мариологии. Высказывал идеи об исключительной роли в деле спасения человечества Богоматери как первой личности, сподобившейся обожения.

## Биография
Родился 20 февраля 1937 года в Москве в семье служащих. В 1945 году был крещён в православии в храме Воскресения Словущего в Москве.
В 1941 году отец погиб на фронте, мать умерла в 1951 году. Воспитывался в семье старшей сестры и в 1954 году окончил среднюю школу.
С 1954 года работал строительным рабочим в Москве, а в 1956 году (до своего переезда в Ленинград) вступил в ряды подпольной студенческой марксистской группы «Союз революционных ленинистов».
С 1956 года обучался на физическом факультете Ленинградского университета. Член ВЛКСМ.
Летом 1957 года был арестован КГБ за участие в антиправительственной студенческой организации «Союз коммунистов-ленинцев», где в январе 1957 года вместе с однокурсником В. И. Тельниковым занимался разработкой политической программы группы. Вместе с ним был осуждён Ленинградским городским судом по ст. 58-10, часть I и ст. 58-11 Уголовного кодекса РСФСР на 5 лет лишения свободы и отбыл срок в Дубравлаге. После освобождения с 1962 по 1964 год проживал в городе Александрове, где работал монтёром и почтальоном. В июне 1964 года постановлением Президиума Верховного совета РСФСР судимость была снята, а в августе 1964 года начал обучение в Московской духовной семинарии, которую окончил в 1968 году. В том же году зачислен в Московскую духовную академию, где проучился два курса.
В августе 1966 года ректором Московской духовной академии и семинарии епископом Дмитровским Филаретом (Вахромеевым) был рукоположён в сан диакона в состоянии целибата.
В марте 1967 года поступил в братию Троице-Сергиевой лавры, где 20 июня 1968 года наместником архимандритом Платоном (Лобанковым) пострижен в монашество с наречением имени Варсонофий.
В начале 1970-х годов сотрудничал в самиздатском журнале «Вече» (основатель Владимир Осипов), издававшемся нелегально в Москве.
30 декабря 1976 года вместе со священником Глебом Якуниным был одним из основателей правозащитной организации «Христианский комитет защиты прав верующих» (в руководстве были также Виктор Капитанчук и Вадим Щеглов). Незадолго до разгрома комитета в 1980 году был исключён из организации, что избавило от вторичного ареста.
15 июля 1984 года архиепископом Владимирским и Суздальским Серапионом (Фадеевым) в Успенском соборе города Владимира хиротонисан в сан иеромонаха к Свято-Троицкому храму села Эрлекс Гусь-Хрустального района Владимирской области.
Служил в Спасо-Преображенском храме села Цикуль во Владимирской области. Помощник духовника Гусь-Хрустального благочиния Владимирской епархии.
17 ноября 2011 года дом, в котором проживал священнослужитель, подвергся нападению неизвестных лиц и почти полностью сгорел.
Скончался 7 февраля 2015 года. Похоронен на кладбище села Цикуль, рядом с алтарём Спасо-Преображенского храма.

## Семья
- Отец — Хайдар Хрустулгатович Хайбулин, является одним из составителей монголо-русского словаря. В 1941 году ушёл на фронт, был тяжело ранен в битве под Москвой и умер от ран в деревне Шустиково Верейского района, Московской области.
- Мать — Ксения Карповна Хайбулина (в девичестве Бурдуковская), родом из забайкальских казаков. Скончалась в 1951 году.
- Сестра — в крещении Наталья, родилась в Монголии, где несколько лет жили родители.

## Труды
- О хилиазме святых отцов
- Опознание времени // Газета «Православная Кубань», № 1 (36) март 2010 — № 4 (38) ноябрь-декабрь 2010
- Предисловие к русскому изданию «Когда миллионы видели Деву Марию» // Июнь 2010
- Варсонофий (Хайбулин), иеродиакон. «Ныне отпущаеши»: Памяти Шульгина // Вестник РСХД. 1976. № 117